# Neobisium carpenteri
Espèce
Synonymes
- Obisium carpenteri Kew, 1910

Neobisium carpenteri est une espèce de pseudoscorpions de la famille des Neobisiidae.

## Distribution
Cette espèce se rencontre en Irlande, au Royaume-Uni, aux Pays-Bas et en France.

## Description
L'holotype mesure 3,3 mm.

## Systématique et taxinomie
Cette espèce a été décrite sous le protonyme Obisium carpenteri par Kew en 1910. Elle est placée dans le genre Neobisium par Beier en 1932.

## Étymologie
Cette espèce est nommée en l'honneur de George Herbert Carpenter.

## Publication originale
- Kew, 1910 : On the Irish species of Obisium; with special reference to one from Glengariff new to the Britannic fauna. Irish Naturalist, vol. 19, p. 108-112 (texte intégral).